# Den sista föreställningen
Den sista föreställningen (originaltitel: The Last Picture Show) är en amerikansk film från 1971 regisserad av Peter Bogdanovich. 

## Handling
Filmen är en vemodig historia, filmad i svartvitt, som utspelar sig i småstaden "Anarene" i Texas under åren 1951–1952, och baseras på en roman av Larry McMurtry. Historien är centrerad kring en biograf som är på väg att stänga samt några ungdomars liv i småstaden i skuggan av Koreakriget.

## Om filmen
Detta var den andra filmen Peter Bogdanovich regisserade, och han hade i stort sett fått fria händer av produktionsbolaget BBS, som anlitat honom efter att ha sett hans första film (Levande mål, 1968). Inspelningarna inleddes i oktober 1970 i den lilla staden Archer City i Texas. Minst lika viktig för inspelning var Bogdanovichs hustru, kostymören Polly Platt, som i realiteten var en slags medregissör. Det var även Platt som föreslog den då okända modellen Cybill Shepherd i en av de kvinnliga huvudrollerna, trots att hon aldrig agerat på film tidigare. Måhända ångrade Platt senare detta eftersom det innebar slutet för hennes och Bogdanovichs äktenskap, då han inledde ett förhållande med Shepherd. Trots flera privata uppträden mellan makarna höll man hjälpligt masken utåt och avslutade inspelningen. Filmen blev en framgång hos både publik och kritiker och gjorde Bogdanovich känd, samtidigt som den även lanserade Shepherd som skådespelerska. 
Filmen vann två Oscar vid Oscarsgalan 1972: bästa manliga biroll (Ben Johnson) och bästa kvinnliga biroll (Cloris Leachman). Den vann även en Golden Globe för Ben Johnsons biroll.

## Rollista (urval)
| Timothy Bottoms | – Sonny Crawford  |
| Jeff Bridges    | – Duane Jackson   |
| Cybill Shepherd | – Jacy Farrow     |
| Ben Johnson     | – Sam the Lion    |
| Cloris Leachman | – Ruth Popper     |
| Ellen Burstyn   | – Lois Farrow     |
| Eileen Brennan  | – Genevieve       |
| Clu Gulager     | – Abilene         |
| Sam Bottoms     | – Billy           |
| Sharon Ullrick  | – Charlene Duggs  |
| Randy Quaid     | – Lester Marlow   |
| Joe Heathcock   | – The Sheriff     |
| Bill Thurman    | – Coach Popper    |
| Barc Doyle      | – Joe Bob Blanton |